# ISO 9126
ISO 9126 là tiêu chuẩn quốc tế đánh giá phần mềm. Tiêu chuẩn này được giám sát bởi dự án SQuaRE, ISO 25000:2005 dựa trên các khái niệm chung tương đương nhau.
Tiêu chuẩn này được phân chia thành 4 phần tuân theo một cách nghiêm ngặt các tiêu chí sau: mẫu chất lượng, hệ đo lường bên ngoài và bên trong, chất lượng khi sử dụng hệ đo lường này.
Mẫu chất lượng được thiết lập ở phần đầu của tiêu chuẩn, mô hình này được đặt tên là ISO 9126-1, phân loại chất lượng phần mềm theo một chuỗi có tổ chức các đặc trưng và đặc trưng phụ như dưới đây:

## Tính năng
Một chuỗi các tính năng mà có liên quan đến sự tồn tại của hàng loạt các chức năng và những thuộc tính cụ thể của nó. Những chức năng này làm thoả mãn cả nhưng nhu cầu đã xác định hoặc tiềm năng:
- Phù hợp
- Đúng đắn
- Liên kết tốt giữa con người, dữ liệu và hệ thống
- Làm đúng theo yêu cầu.
- Tính bảo mật

## Độ tin cậy
Một chuỗi các tính năng có liên quan đến khả năng duy trì mức độ thực hiện của phần mềm trong những điều kiện đã định trong một khoảng thời gian nhất định:
- Xử lý tin cậy
- Khả năng khôi phục dữ liệu
- khả năng tìm lỗi, báo lỗi

## Sự tiện lợi
Một chuỗi các tính năng có liên quan đến những nỗ lực cần thiết cho việc sử dụng và có liên quan đến những đánh giá mang tính cá nhân đối với việc sử dụng của hàng loạt người dùng đã định hay tiềm năng:
- Dễ học thuộc, dễ hiểu, dễ thành thạo, dễ sử dụng

## Tính hiệu quả
Những tính năng mà có liên quan đến mối quan hệ giữa mức độ thực hiện của phần mềm và khối lượng tài nguyên được sử dụng trong những điều kiện nhất định:
- Quản lý thời gian
- Quản lý nguồn tài nguyên

## Khả năng bảo hành bảo trì
Những tính năng mà có liên quan đến những nỗ lực cần thiết cho việc tạo ra những biến đổi cụ thể.
- Chạy ổn định.
- Có khả năng phân tích dữ liệu.
- Có khả năng thay đổi phù hợp.
- Có khả năng kiểm tra.

## Tính khả chuyển
Những tính năng mà có liên quan đến khả năng chuyển rời phần mềm từ nơi này đến nơi khác:
- Khả năng cài đặt.
- Khả năng thay thế, cập nhật và nâng cấp.
- Khả năng thích hợp với nhiều cấu hình máy tính.

## Đặc trưng phụ
Tính thích hợp không được liệt kê ở trên nhưng áp dụng đối với tất cả các đặc trưng. Ví dụ của tính thích hợp đối với pháp chế bao gồm tính tiện lợi và tính đáng tin cậy.
Mỗi đặc trưng phụ về chất lượng (như khả năng thích nghi) được phân chia thành 4 tính năng. Mỗi tính năng là một thực thể có thể được kiểm tra lại hoặc giới hạn trong sản phẩm phần mềm. Những tính năng này không được định nghĩa trong tiêu chuẩn vì chúng rất khác nhau trong những sản phẩm phần mềm khác nhau.
Sản phẩm phần mềm được định nghĩa theo nghĩa rộng: nó bao gồm lệnh thi hành, mã nguồn, những miêu tả về cấu trúc,... Từ đó, những quan điểm của người sử dụng được gửi cho những nhà quản lý cũng như những người lập trình. Đó chính là những người sử dụng các thành phần của phần mềm như những thư viện phần mềm.
Tiêu chuẩn này tạo ra khuôn khổ giúp các tổ chức xác định mẫu chất lượng cho sản phẩm phần mềm. Tuy nhiên, làm như vậy dẫn đến việc mỗi doanh nghiệp sẽ phải thực hiện nhiệm vụ chi tiết một cách rõ ràng các mô hình của mình. Nhiệm vụ này sẽ được thực hiện bằng nhiều cách, ví dụ như việc cụ thể các ý nghĩa của mục tiêu về hệ đo lường chất lượng mà đánh giá mức độ các tính năng về chất lượng hiện có trong sản phẩm.
Hệ đo lường bên trong không dựa trên việc triển khai sử dụng phần mềm
Hệ đo lường bên ngoài có thể được áp dụng khi chạy phần mềm
Chất lượng sử dụng hệ đo lường chỉ có giá trị khi sản phẩm cuối cùng được đưa vào sử dụng trong những điều kiện thực tế.
Thật lý tưởng khi chất lượng bên trong xác định được chất lượng bên ngoài và chất lượng bên ngoài xác định chất lượng khi sử dụng.
Tiêu chuẩn này bắt nguồn từ một mô hình được xây dựng vào năm 1977 của McCall và đồng nghiệp của ông, những người đã đề xuất một mô hình có thể xác định được chất lượng phần mềm. Mô hình chất lượng của McCall được xây dựng dự trên ba loại đặc trưng về chất lượng:
- Các yếu tố (để xác định): Các yếu tố này miêu tả hình dáng bên ngoài của phần mềm trong mắt người sử dụng
- Tiêu chuẩn (để xây dựng): Tiêu chuẩn này miêu tả cấu tạo bên trong của phần mềm bởi người phát triển nó.
- Hệ đo lường (để kiểm soát): Chúng được xác định và được sử dụng nhằm mục đích cung cấp một tỷ lệ và phương thức cho sự đo lường ISO 9268 giúp phân biệt giữa nhược điểm và sự bất quy tắc; nhược điểm là việc không hoàn thành các yêu cầu sử dụng đã dự định, trong khi đó sự bất quy tắc là việc không hoàn thành các yêu cầu chi tiết. Một cách phân biệt tương tự giữa xác nhận và xác minh hay còn được biết đến là V&V trong kinh doanh thử nghiệm.